# Giải vô địch bóng đá U-22 châu Á 2013
Giải vô địch bóng đá U-22 châu Á 2013 (tiếng Anh: 2013 AFC U-22 Championship), còn được gọi là Giải vô địch bóng đá U-23 châu Á 2013, là lần đầu tiên giải vô địch bóng đá U-22 châu Á được tổ chức (sau này là Cúp bóng đá U-23 châu Á). Quyền chủ nhà cho giải đấu đã được trao cho Oman. Ban đầu, giải dự kiến diễn ra từ 23 tháng 6 đến 7 tháng 7 năm 2013 nhưng đã bị hoãn sang các ngày từ 11 đến 26 tháng 1 năm 2014 do trùng thời điểm diễn ra Cúp bóng đá Đông Á 2013.

## Lựa chọn chủ nhà
Ủy ban Thi đấu AFC đã trao quyền đăng cai vòng chung kết năm 2013 cho Oman vào ngày 18 tháng 7 năm 2012. Oman và Thái Lan là những quốc gia duy nhất mong muốn được tổ chức giải.

## Vòng loại
Lễ bốc thăm chia bảng vòng loại đã diễn ra tại Kuala Lumpur, Malaysia vào ngày 14 tháng 2 năm 2012, với sự tham dự của 41 đội tuyển quốc gia. Tất cả các trận đấu được tổ chức từ 23 tháng 6 đến 3 tháng 7 năm 2012 nhưng sau đó chuyển sang 2–10 tháng 6 cùng năm theo yêu cầu của Nepal.

### Các đội tuyển vượt qua vòng loại
| Nhóm 1                                                | Nhóm 2                                 | Nhóm 3                             | Nhóm 4                          |
| ----------------------------------------------------- | -------------------------------------- | ---------------------------------- | ------------------------------- |
| Oman (Chủ nhà) · CHDCND Triều Tiên · Úc · Ả Rập Xê Út | Hàn Quốc · Nhật Bản · Uzbekistan · UAE | Trung Quốc · Syria · Iran · Jordan | Iraq · Yemen · Kuwait · Myanmar |

## Địa điểm
| Muscat                                        | MuscatSeeb | Seeb                                         |
| --------------------------------------------- | ---------- | -------------------------------------------- |
| Sân vận động Cảnh sát Hoàng gia Oman          | MuscatSeeb | Sân vận động Seeb                            |
| 23°36′31″B 58°35′31″Đ / 23,60861°B 58,59194°Đ | MuscatSeeb | 23°40′49″B 58°10′57″Đ / 23,68028°B 58,1825°Đ |
| Sức chứa: 14.000                              | MuscatSeeb | Sức chứa: 15.000                             |
|                                               | MuscatSeeb |                                              |
| Muscat                                        | MuscatSeeb |                                              |
| Khu liên hợp thể thao Sultan Qaboos           | MuscatSeeb |                                              |
| 23°36′31″B 58°35′31″Đ / 23,60861°B 58,59194°Đ | MuscatSeeb |                                              |
| Sức chứa: 34.000                              | MuscatSeeb |                                              |
|                                               | MuscatSeeb |                                              |

## Danh sách cầu thủ
Các cầu thủ sinh từ sau ngày 1 tháng 1 năm 1991 đủ điều kiện tham gia Cúp bóng đá U-22 châu Á 2013.

## Vòng bảng
Lễ bốc thăm của giải đấu đã được tiến hành vào ngày 24 tháng 8 năm 2013 ở Muscat.
Nếu có từ hai đội trở lên bằng điểm nhau khi kết thúc các trận đấu bảng, các tiêu chí sau đây được áp dụng để xác định thứ hạng.
1. Điểm thu được trong các trận đấu bảng giữa các đội có liên quan;
2. Hiệu số bàn thắng thua từ các trận đấu bảng giữa các đội có liên quan;
3. Số bàn thắng trong các trận đấu bảng giữa các đội có liên quan;
4. Hiệu số bàn thắng thua trong tất cả các trận đấu bảng;
5. Số bàn thắng trong tất cả các trận đấu bảng;
6. Sút luân lưu nếu chỉ có hai đội bằng điểm và còn thi đấu trên sân;
7. Điểm nhận được ít hơn tính theo số thẻ vàng và thẻ đỏ nhận được trong các trận đấu bảng;
8. Bốc thăm.

Tất cả thời gian thi đấu theo giờ địa phương (UTC+4).

### Bảng A
| Đội      | Tr | T | H | B | BT | BB | HS  | Đ |
| -------- | -- | - | - | - | -- | -- | --- | - |
| Jordan   | 3  | 2 | 1 | 0 | 8  | 2  | +6  | 7 |
| Hàn Quốc | 3  | 2 | 1 | 0 | 6  | 1  | +5  | 7 |
| Oman     | 3  | 1 | 0 | 2 | 4  | 3  | +1  | 3 |
| Myanmar  | 3  | 0 | 0 | 3 | 1  | 13 | −12 | 0 |

| Hàn Quốc          | 1–1      | Jordan                   |
| ----------------- | -------- | ------------------------ |
| Lim Chang-Woo 43' | Chi tiết | Lim Chang-Woo 31' (l.n.) |

| Oman                                            | 4–0      | Myanmar |
| ----------------------------------------------- | -------- | ------- |
| Saleh 28' · Al Hasani 62' · Al-Hamhami 73', 78' | Chi tiết |         |

| Myanmar | 0–3      | Hàn Quốc                                                 |
| ------- | -------- | -------------------------------------------------------- |
|         | Chi tiết | Baek Sung-Dong 32' · Yun Il-Lok 61' · Moon Chang-Jin 78' |

| Jordan      | 1–0      | Oman |
| ----------- | -------- | ---- |
| Qwaider 59' | Chi tiết |      |

| Oman | 0–2      | Hàn Quốc                            |
| ---- | -------- | ----------------------------------- |
|      | Chi tiết | Kim Kyung-Jung 62' · Yun Il-Lok 80' |

| Jordan                                                         | 6–1      | Myanmar             |
| -------------------------------------------------------------- | -------- | ------------------- |
| Al-Dardour 29', 37', 79' · Za'tara 53' · Khadr 83' · Samir 90' | Chi tiết | Maung Maung Soe 27' |

### Bảng B
| Đội               | Tr | T | H | B | BT | BB | HS | Đ |
| ----------------- | -- | - | - | - | -- | -- | -- | - |
| Syria             | 3  | 2 | 1 | 0 | 3  | 1  | +2 | 7 |
| UAE               | 3  | 1 | 2 | 0 | 2  | 1  | +1 | 5 |
| CHDCND Triều Tiên | 3  | 1 | 1 | 1 | 3  | 2  | +1 | 4 |
| Yemen             | 3  | 0 | 0 | 3 | 1  | 5  | −4 | 0 |

| CHDCND Triều Tiên                      | 3–1      | Yemen          |
| -------------------------------------- | -------- | -------------- |
| Jo Kwang 4', 56' · Pak Kwang-Ryong 40' | Chi tiết | S. Hussein 23' |

| UAE      | 1–1      | Syria    |
| -------- | -------- | -------- |
| Saif 38' | Chi tiết | Mido 35' |

| Syria          | 1–0      | CHDCND Triều Tiên |
| -------------- | -------- | ----------------- |
| Al Nakdali 58' | Chi tiết |                   |

| Yemen | 0–1      | UAE      |
| ----- | -------- | -------- |
|       | Chi tiết | Saeed 6' |

| CHDCND Triều Tiên | 0–0      | UAE |
| ----------------- | -------- | --- |
|                   | Chi tiết |     |

| Syria          | 1–0      | Yemen |
| -------------- | -------- | ----- |
| Al Nakdali 26' | Chi tiết |       |

### Bảng C
| Đội      | Tr | T | H | B | BT | BB | HS | Đ |
| -------- | -- | - | - | - | -- | -- | -- | - |
| Úc       | 3  | 2 | 0 | 1 | 2  | 4  | −2 | 6 |
| Nhật Bản | 3  | 1 | 2 | 0 | 7  | 3  | +4 | 5 |
| Iran     | 3  | 1 | 1 | 1 | 6  | 5  | +1 | 4 |
| Kuwait   | 3  | 0 | 1 | 2 | 1  | 4  | −3 | 1 |

| Úc        | 1–0      | Kuwait |
| --------- | -------- | ------ |
| Kitto 70' | Chi tiết |        |

| Nhật Bản                               | 3–3      | Iran                                |
| -------------------------------------- | -------- | ----------------------------------- |
| Harakawa 9' · Asano 30' · Nakajima 66' | Chi tiết | Barzay 7' · Rezaei 49' (ph.đ.), 55' |

| Iran | 0–1      | Úc           |
| ---- | -------- | ------------ |
|      | Chi tiết | Skapetis 56' |

| Kuwait | 0–0      | Nhật Bản |
| ------ | -------- | -------- |
|        | Chi tiết |          |

| Úc | 0–4      | Nhật Bản                                                  |
| -- | -------- | --------------------------------------------------------- |
|    | Chi tiết | Nakajima 18', 48' (ph.đ.) · Yajima 24' · Brown 45' (l.n.) |

| Iran                 | 3–1      | Kuwait        |
| -------------------- | -------- | ------------- |
| Rezaei 63', 67', 81' | Chi tiết | Alenezi 90+5' |

### Bảng D
| Đội         | Tr | T | H | B | BT | BB | HS | Đ |
| ----------- | -- | - | - | - | -- | -- | -- | - |
| Iraq        | 3  | 3 | 0 | 0 | 6  | 2  | +4 | 9 |
| Ả Rập Xê Út | 3  | 2 | 0 | 1 | 4  | 4  | 0  | 6 |
| Uzbekistan  | 3  | 1 | 0 | 2 | 3  | 4  | −1 | 3 |
| Trung Quốc  | 3  | 0 | 0 | 3 | 2  | 5  | −3 | 0 |

| Uzbekistan                    | 2–1      | Trung Quốc         |
| ----------------------------- | -------- | ------------------ |
| Krimets 90+2' · Sergeev 90+4' | Chi tiết | Yang Chaosheng 35' |

| Ả Rập Xê Út  | 1–3      | Iraq                          |
| ------------ | -------- | ----------------------------- |
| Majrashi 89' | Chi tiết | Ismail 36' · Hussein 50', 69' |

| Iraq                     | 2–1      | Uzbekistan     |
| ------------------------ | -------- | -------------- |
| Hussein 10' · Nadhim 38' | Chi tiết | Iskanderov 64' |

| Trung Quốc     | 1–2      | Ả Rập Xê Út                     |
| -------------- | -------- | ------------------------------- |
| Luo Senwen 57' | Chi tiết | Asiri 47' · Hawsawi 77' (ph.đ.) |

| Ả Rập Xê Út | 1–0      | Uzbekistan |
| ----------- | -------- | ---------- |
| Sami 60'    | Chi tiết |            |

| Trung Quốc | 0–1      | Iraq                |
| ---------- | -------- | ------------------- |
|            | Chi tiết | Hussein 14' (ph.đ.) |

## Vòng đấu loại trực tiếp
Trong vòng đấu loại trực tiếp, hiệp phụ và loạt sút luân lưu được sử dụng để quyết định đội thắng nếu cần thiết.
|  | Tứ kết              | Tứ kết            |                     |       | Bán kết       | Bán kết       |  |  | Chung kết | Chung kết |
|  |                     |                   |                     |       |               |               |  |  |           |           |
|  | 19 tháng 1 – Muscat |                   |                     |       |               |               |  |  |           |           |
|  |                     |                   |                     |       |               |               |  |  |           |           |
|  | Jordan              | 1                 |                     |       |               |               |  |  |           |           |
|  | Jordan              | 1                 | 23 tháng 1 – Muscat |       |               |               |  |  |           |           |
|  | UAE                 | 0                 |                     |       |               |               |  |  |           |           |
|  | UAE                 | 0                 | Jordan              | 1     |               |               |  |  |           |           |
|  | 20 tháng 1 – Muscat |                   | Jordan              | 1     |               |               |  |  |           |           |
|  |                     | Ả Rập Xê Út       | 3                   |       |               |               |  |  |           |           |
|  | Úc                  | Ả Rập Xê Út       | 3                   | 1     |               |               |  |  |           |           |
|  | Úc                  |                   | 26 tháng 1 – Seeb   | 1     |               |               |  |  |           |           |
|  | Ả Rập Xê Út         | 2                 |                     |       |               |               |  |  |           |           |
|  | Ả Rập Xê Út         | 2                 | Ả Rập Xê Út         | 0     |               |               |  |  |           |           |
|  | 19 tháng 1 – Seeb   |                   | Ả Rập Xê Út         | 0     |               |               |  |  |           |           |
|  |                     | Iraq              | 1                   |       |               |               |  |  |           |           |
|  | Syria               | Iraq              | 1                   | 1     |               |               |  |  |           |           |
|  | Syria               | 23 tháng 1 – Seeb |                     | 1     |               |               |  |  |           |           |
|  | Hàn Quốc            | 2                 |                     |       |               |               |  |  |           |           |
|  | Hàn Quốc            | 2                 | Hàn Quốc            | 0     |               |               |  |  |           |           |
|  | 20 tháng 1 – Seeb   |                   | Hàn Quốc            | 0     |               |               |  |  |           |           |
|  |                     | Iraq              | 1                   |       | Tranh hạng ba | Tranh hạng ba |  |  |           |           |
|  | Iraq                | Iraq              | 1                   | 1     | Tranh hạng ba | Tranh hạng ba |  |  |           |           |
|  | Iraq                |                   | 25 tháng 1 – Seeb   | 1     |               |               |  |  |           |           |
|  | Nhật Bản            | 0                 |                     |       |               |               |  |  |           |           |
|  | Nhật Bản            | 0                 | Jordan (p)          | 0 (3) |               |               |  |  |           |           |
|  |                     |                   |                     |       |               |               |  |  |           |           |
|  | Hàn Quốc            | 0 (2)             |                     |       |               |               |  |  |           |           |
|  | Hàn Quốc            | 0 (2)             |                     |       |               |               |  |  |           |           |

### Tứ kết
| Syria           | 1–2      | Hàn Quốc                            |
| --------------- | -------- | ----------------------------------- |
| Mardikian 90+5' | Chi tiết | Baek Sung-Dong 3' · Hwang Ui-Jo 11' |

| Jordan      | 1–0      | UAE |
| ----------- | -------- | --- |
| Daldoum 84' | Chi tiết |     |

| Úc                   | 1–2      | Ả Rập Xê Út              |
| -------------------- | -------- | ------------------------ |
| Skapetis 77' (ph.đ.) | Chi tiết | Asiri 58' · Al-Ammar 62' |

| Iraq      | 1–0      | Nhật Bản |
| --------- | -------- | -------- |
| Kalaf 84' | Chi tiết |          |

### Bán kết
| Hàn Quốc | 0–1      | Iraq       |
| -------- | -------- | ---------- |
|          | Chi tiết | Nadhim 74' |

| Jordan         | 1–3      | Ả Rập Xê Út                                       |
| -------------- | -------- | ------------------------------------------------- |
| Al-Dardour 34' | Chi tiết | Al-Ammar 29' · Majrashi 65' · Asiri 90+2' (ph.đ.) |

### Tranh hạng ba
| Jordan                                          | 0–0 (s.h.p.) | Hàn Quốc                                                                     |
| ----------------------------------------------- | ------------ | ---------------------------------------------------------------------------- |
|                                                 | Chi tiết     |                                                                              |
| Loạt sút luân lưu                               |              |                                                                              |
| Al-Dardour · Zahran · Al-Khawaldeh · Abu Amarah | 3–2          | Baek Sung-Dong · Moon Chang-Jin · Nam Seung-Woo · Lim Chang-Woo · Yun Il-Lok |

### Chung kết
| Ả Rập Xê Út | 0–1      | Iraq             |
| ----------- | -------- | ---------------- |
|             | Chi tiết | Abdul-Raheem 33' |

## Vô địch
| Giải vô địch bóng đá U-22 châu Á 2013 |
| ------------------------------------- |
| · Iraq · Lần thứ nhất                 |

## Giải thưởng
| Vua phá lưới | Cầu thủ xuất sắc nhất |
| ------------ | --------------------- |
| Kaveh Rezaei | Amjad Kalaf           |

## Cầu thủ ghi bàn
5 bàn
| - Kaveh Rezaei |

4 bàn
| - Marwan Hussein - Hamza Al-Dardour |

3 bàn
| - Nakajima Shoya - Abdulfattah Assiri |

2 bàn
| - Peter Skapetis - Mustafa Nadhim - Jo Kwang | - Baek Sung-Dong - Yun Il-Lok - Hatem Al-Hamhami | - Nasouh Nakdali - Abdullah Khalid Al Ammar - Mohammed Majrashi |

1 bàn
| - Ryan Kitto - Luo Senwen - Yang Chaosheng - Behnam Barzay - Mohannad Abdul-Raheem - Dhurgham Ismail - Amjad Kalaf - Asano Takuma - Harakawa Riki - Yajima Shinya - Ibrahim Daldoum - Odai Khadr | - Bilal Qwaider - Ahmed Samir - Mahmoud Za'tara - Pak Kwang-Ryong - Hwang Ui-Jo - Kim Kyung-Jung - Lim Chang-Woo - Moon Chang-Jin - Faisal Edhms Alenezi - Maung Maung Soe - Sami Al Hasani | - Raed Saleh - Zakaria Sami Al Sudani - Motaz Ali Hassan Hawsawi - Mardik Mardikian - Hamid Mido - Yousif Saeed - Salim Khalfan Saif - Jamshid Iskanderov - Egor Krimets - Igor Sergeev - Sadam Hussein |

1 bàn phản lưới
- Corey Brown (trong trận gặp Nhật Bản)
- Lim Chang-Woo (trong trận gặp Jordan)

### Bảng xếp hạng đội tuyển giải đấu
Theo mỗi thống kê quy ước trong bóng đá, các trận đấu được quyết định trong hiệp phụ được tính là trận thắng và trận thua, trong khi các trận đấu được quyết định theo sút đá phạt đền được tính là trận hòa.

| VT | Đội               | ST | T | H | B | BT | BB | HS  | Đ  | Kết quả chung cuộc  |
| -- | ----------------- | -- | - | - | - | -- | -- | --- | -- | ------------------- |
| 1  | Iraq              | 6  | 6 | 0 | 0 | 9  | 2  | +7  | 18 | Vô địch             |
| 2  | Ả Rập Xê Út       | 6  | 4 | 0 | 2 | 9  | 7  | +2  | 12 | Á quân              |
| 3  | Jordan            | 6  | 3 | 2 | 1 | 10 | 5  | +5  | 11 | Hạng ba             |
| 4  | Hàn Quốc          | 6  | 3 | 2 | 1 | 8  | 3  | +5  | 11 | Hạng tư             |
|    |                   |    |   |   |   |    |    |     |    |                     |
| 5  | Syria             | 4  | 2 | 1 | 1 | 4  | 3  | +1  | 7  | Bị loại ở tứ kết    |
| 6  | Úc                | 4  | 2 | 0 | 2 | 3  | 6  | −3  | 6  | Bị loại ở tứ kết    |
| 7  | Nhật Bản          | 4  | 1 | 2 | 1 | 7  | 4  | +3  | 5  | Bị loại ở tứ kết    |
| 8  | UAE               | 4  | 1 | 2 | 1 | 2  | 2  | 0   | 5  | Bị loại ở tứ kết    |
|    |                   |    |   |   |   |    |    |     |    |                     |
| 9  | Iran              | 3  | 1 | 1 | 1 | 6  | 5  | +1  | 4  | Bị loại ở vòng bảng |
| 10 | CHDCND Triều Tiên | 3  | 1 | 1 | 1 | 3  | 2  | +1  | 4  | Bị loại ở vòng bảng |
| 11 | Oman (H)          | 3  | 1 | 0 | 2 | 4  | 3  | +1  | 3  | Bị loại ở vòng bảng |
| 12 | Uzbekistan        | 3  | 1 | 0 | 2 | 3  | 4  | −1  | 3  | Bị loại ở vòng bảng |
| 13 | Kuwait            | 3  | 0 | 1 | 2 | 1  | 4  | −3  | 1  | Bị loại ở vòng bảng |
| 14 | Trung Quốc        | 3  | 0 | 0 | 3 | 2  | 5  | −3  | 0  | Bị loại ở vòng bảng |
| 15 | Yemen             | 3  | 0 | 0 | 3 | 1  | 5  | −4  | 0  | Bị loại ở vòng bảng |
| 16 | Myanmar           | 3  | 0 | 0 | 3 | 1  | 13 | −12 | 0  | Bị loại ở vòng bảng |